# François-Xavier Maroy Rusengo
François-Xavier Maroy Rusengo (Bukavu, 1º settembre 1956) è un arcivescovo cattolico della Repubblica Democratica del Congo, dal 26 aprile 2006 arcivescovo metropolita di Bukavu.

## Biografia
È nato a Bukavu il 1º settembre 1956.

### Formazione e ministero sacerdotale
È stato ordinato sacerdote il 19 agosto 1984 dall'arcivescovo Aloys Mulindwa Mutabesha Mugoma Mweru.
Successivamente è stato rettore del seminario minore e vicario generale dell'arcidiocesi.

### Ministero episcopale
Il 22 novembre 2004 papa Giovanni Paolo II lo ha nominato vescovo titolare di Tucca di Mauritania e vescovo ausiliare di Bukavu.
Ha ricevuto l'ordinazione episcopale il 16 gennaio 2005 dalle mani del nunzio apostolico nella Repubblica Democratica del Congo Giovanni d'Aniello, co-consacranti il cardinale arcivescovo di Kinshasa Frédéric Etsou-Nzabi-Bamungwabi e l'arcivescovo di Bukavu Charles Kambale Mbogha.
Il 26 aprile 2006 papa Benedetto XVI lo ha promosso arcivescovo metropolita di Bukavu. Ha preso possesso dell'arcidiocesi il 18 giugno successivo e il 29 giugno ha ricevuto il pallio e 
Con la nomina arcivescovile è diventato automaticamente gran cancelliere dell'università cattolica di Bukavu.

## Genealogia episcopale e successione apostolica
La genealogia episcopale è:
- Cardinale Scipione Rebiba
- Cardinale Giulio Antonio Santori
- Cardinale Girolamo Bernerio, O.P.
- Arcivescovo Galeazzo Sanvitale
- Cardinale Ludovico Ludovisi
- Cardinale Luigi Caetani
- Cardinale Ulderico Carpegna
- Cardinale Paluzzo Paluzzi Altieri degli Albertoni
- Papa Benedetto XIII
- Papa Benedetto XIV
- Papa Clemente XIII
- Cardinale Enrico Benedetto Stuart
- Papa Leone XII
- Cardinale Chiarissimo Falconieri Mellini
- Cardinale Camillo Di Pietro
- Cardinale Mieczysław Halka Ledóchowski
- Cardinale Jan Maurycy Paweł Puzyna de Kosielsko
- Arcivescovo Józef Bilczewski
- Arcivescovo Bolesław Twardowski
- Arcivescovo Eugeniusz Baziak
- Papa Giovanni Paolo II
- Arcivescovo Giovanni d’Aniello
- Arcivescovo François-Xavier Maroy Rusengo

La successione apostolica è:
- Vescovo Placide Lubamba Ndjibu, M.Afr. (2014)